# Novoalekséievski
Novoalekséievski - Новоалексеевский (rus) - és un khútor de la República d'Adiguèsia, a Rússia. Es troba a 11 km a l'oest de Koixekhabl i a 41 km al nord-est de Maikop, la capital de la república. Pertany al municipi de Drujba.